# Noritaka Hidaka
Noritaka Hidaka (japonsko 日高 憲敬), japonski nogometaš, 29. maj 1947.
Za japonsko reprezentanco je odigral štiri uradne tekme.